# سیارک ۶۹۳۱۲
سیارک ۶۹۳۱۲ (به انگلیسی: 69312 Rogerbacon، نامگذاری:1992SH17) شصت و نه هزار و سیصد و دوازدهمین سیارک کشف شده‌است که در ۲۴ سپتامبر ۱۹۹۲ کشف شد.